# Jan Rakušan
Jan Rakušan (* 20. dubna 1947 Kolín) je český politik a lékař, v letech 2002 až 2008 senátor za obvod č. 42 – Kolín, dlouholetý zastupitel města Kolína, bývalý člen ČSSD.

## Vzdělání, profese a rodina
Po maturitě na kolínském gymnáziu vystudoval Lékařskou fakultu Univerzity Karlovy v Praze. Poté nastoupil jako lékař na interní oddělení nemocnice Kolín. V letech 1990–1993 působil jako primář Léčebny dlouhodobě nemocných v Kolíně. Roku 1993 jej pověřili vedením nemocnice Kolín, kde se stal po vítězství v konkurzu právoplatným ředitelem, jímž byl až do roku 2002. Po odchodu ze senátu se vrátil ke své lékařské praxi.
Je ženatý, má dva syny a dceru. Jeden z jeho synů je Vít Rakušan, ministr vnitra a předseda hnutí STAN.

## Politická kariéra
Od roku 1990 zasedal v radě města Kolín, kam byl poprvé zvolen jako nestraník za Občanské fórum. V následujícím funkčním období zde působil za Sdružení nezávislých kandidátů, v dalším (1998) pak za hnutí NEZÁVISLÍ. V roce 2002 byl zvolen jako nestraník za ČSSD.
Ve volbách 2002 se stal členem horní komory českého parlamentu, když jako nestraník kandidující za ČSSD v obou kolech porazil tehdejšího občanskodemokratického senátora Vladislava Maláta. V letech 2004–2006 vedl senátorský klub ČSSD, v letech 2006–2008 zastával post místopředsedy senátu. Ve volbách 2008 svůj mandát neobhajoval.
Po uplynutí svého senátorského mandátu vystoupil ze sociální demokracie, jako hlavní důvod uváděl nedemokratické praktiky uvnitř kolínské organizace ČSSD. V komunálních volbách v roce 2010 byl opět zvolen zastupitelem města Kolín, tentokrát jako nezávislý na kandidátce subjektu „Změna pro Kolín“. Ve volbách v roce 2014 svůj mandát za stejné uskupení obhájil.